# Martin Cyrus
Martin Cyrus (* 1952 in Frankfurt am Main), auch Martin Zyrus oder M. Cyrus, ist ein deutscher Komponist und Musiker. Er lebt in Nürnberg und Lagos (Portugal).

## Leben
Martin Cyrus begann Anfang der 1970er Jahre, sich für amerikanische Folkmusik zu interessieren. Während seines Studiums spielte er vertretungsweise im Orchester der Städtischen Bühnen in Frankfurt.
Ende der 1970er Jahre fand er mit dem Regisseur Arend Agthe (Spaß am Montag) seinen Weg zum Fernsehen. Die Zusammenarbeit mit Agthe setzte sich auch in anderen Filmprojekten fort. In vielen Produktionen arbeitete Cyrus mit Matthias Raue zusammen. Sie komponierten unter anderem die Titelmusik der Fernsehsendung Löwenzahn.
Gemeinsam mit John Delbridge, Matthias Raue und Mike Ram formte Cyrus die Gruppe „Edison Way“. Ihr einziges Album Out Of The Town erschien 1977 auf Stockfisch Records. Er ist Leadgesang, spielt Banjo und Gitarre.
1979 nahm Cyrus als Mitglied der US-Country/Bluegrassband Truckee die LP Fair Weather auf (2001 Records) und unternahm in den 1980ern zahlreiche Tourneen mit Truckee durch Deutschland. Sie traten u. a. in der TV-Show Peter Hortons Nachtmusik auf.

## Filmografie (Auswahl)
- Löwenzahn (1981)
- Flußfahrt mit Huhn (1984)
- Küken für Kairo (1985)
- Der Sommer des Falken (1988)
- Karakum (1994)
- Adelheid und ihre Mörder
  - S2E08: Leiche vom Dienst (1998)
  - S2E09: Wunder der Technik (1998)
  - S2E11: Mondsteinserenade (1999)
  - S2E12: Inter-Pohl (1999)
  - S2E13: Das grosse Los (1999)
  - S2E10: Sondereinsatz (1999)
- Tatort
  - Episode 469: Bienzle und der heimliche Zeuge (2001)
  - Episode 505: Bienzle und der süße Tod (2002)
  - Episode 584: Bienzle und der Feuerteufel (2005)
- Dornröschen (2008)